# باتريك بيريه
باتريك بيريه (بالفرنسية: Patrick Perret)‏ مواليد 6 نوفمبر 1953 في لا روشيل، هو دراج فرنسي سابق.

## روابط خارجية
- باتريك بيريه على موقع أرشيف الدراجات (الإنجليزية)
- باتريك بيريه على موقع إحصائيات الدراجات الإحترافية (الإنجليزية)
- باتريك بيريه على موقع CycleBase (الإنجليزية)